# トリヴァンドラム国際空港
トリヴァンドラム空港（トリヴァンドラムくうこう、マラヤーラム語:തിരുവനന്തപുരം അന്താരാഷ്ട്ര വിമാനത്താവളം、英語:Trivandrum International Airport） (IATA: TRV, ICAO: VOTV) はインド・ケララ州ティルヴァナンタプラムにある空港。ティルヴァナンタプラム中央駅から3.5kmの位置にある。1932年に開港した。トリヴァンドラムはティルヴァナンタプラムの旧称である。

## 歴史
ティルヴァナンタプラムがトラヴァンコール王国統治下だった時代の1932年に開港したのが始まりである。国際線の運用は1970年代後半から始まっている。
2011年3月1日より新ターミナルの運用を開始した。
2018年8月にケララ州を襲った大洪水 en:2018 Kerala floods により同州にあるコーチ国際空港が大きな被害を受け、数週間にわたり閉鎖を余儀なくされた。いくつかの航空会社はその間のコーチ行の便を当港へ行き先を振り替えた。

## ターミナル

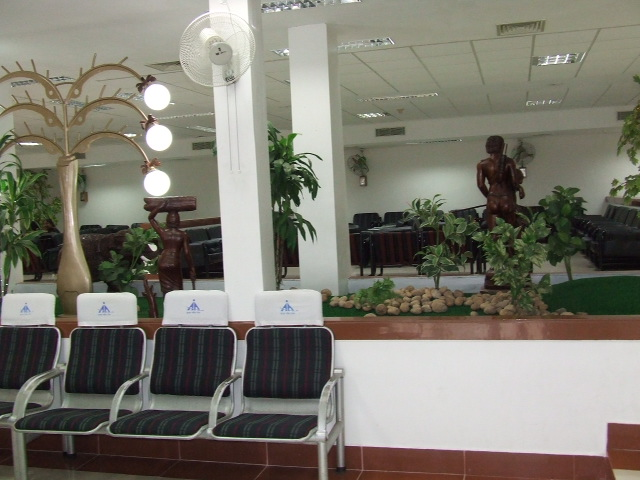
第1ターミナル内部

3つのターミナルがあり、第1及び第2ターミナルが国内線の運用だが、第2ターミナルではエア・インディアとジェットエアウェイズの発着を取り扱っている。第3ターミナルは国際線の発着を請け負っている。第2ターミナルが最も新しい。

## 就航都市

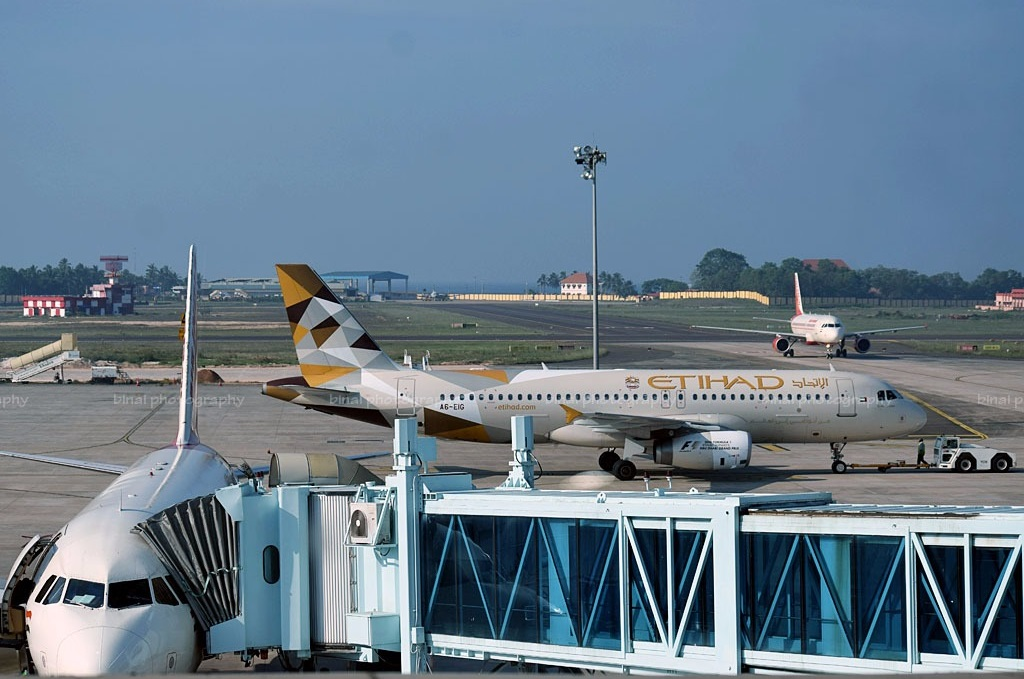
ターミナルから見たエプロン

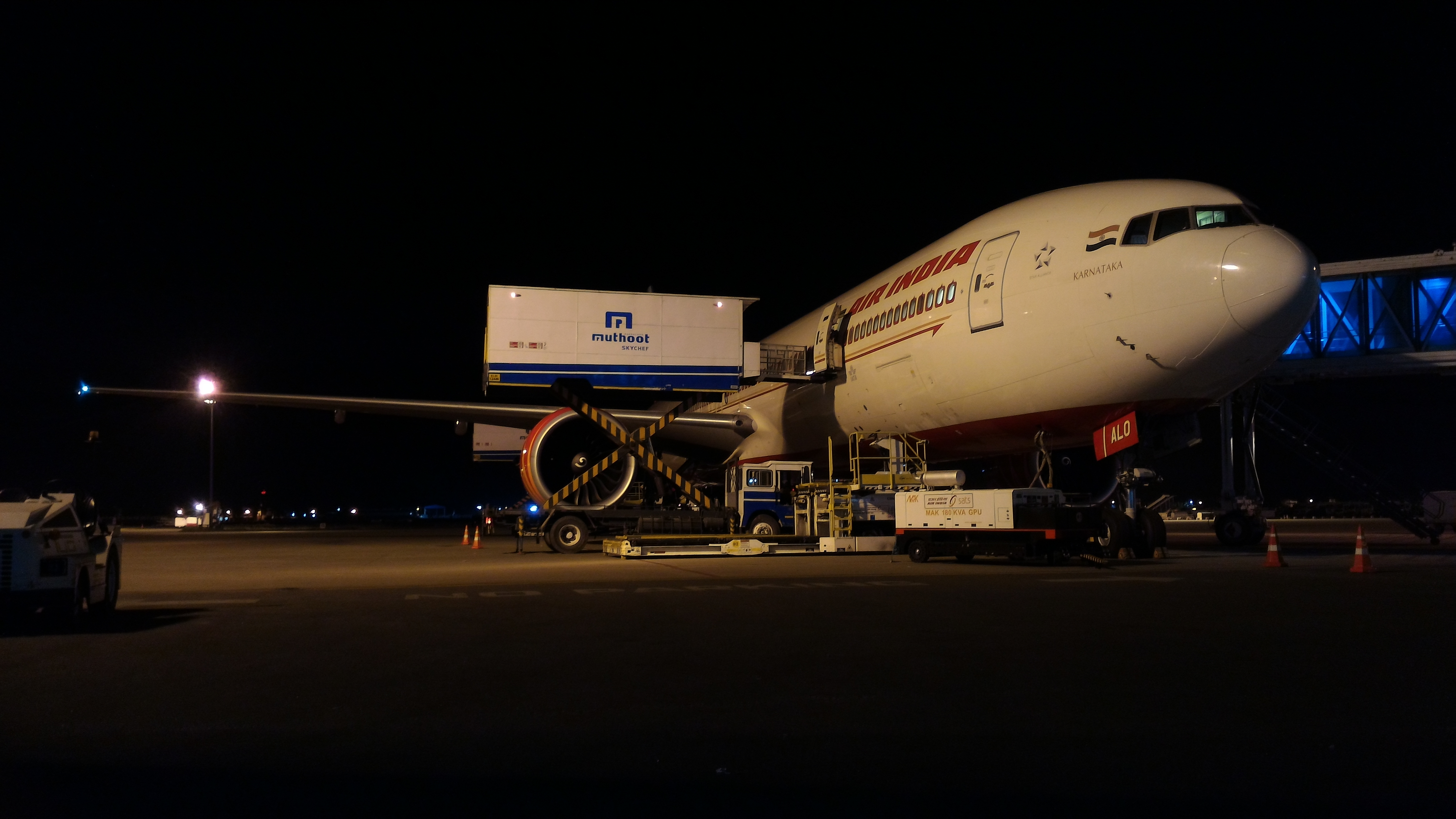
駐機されているエア・インディア ボーイング777-300ER型機

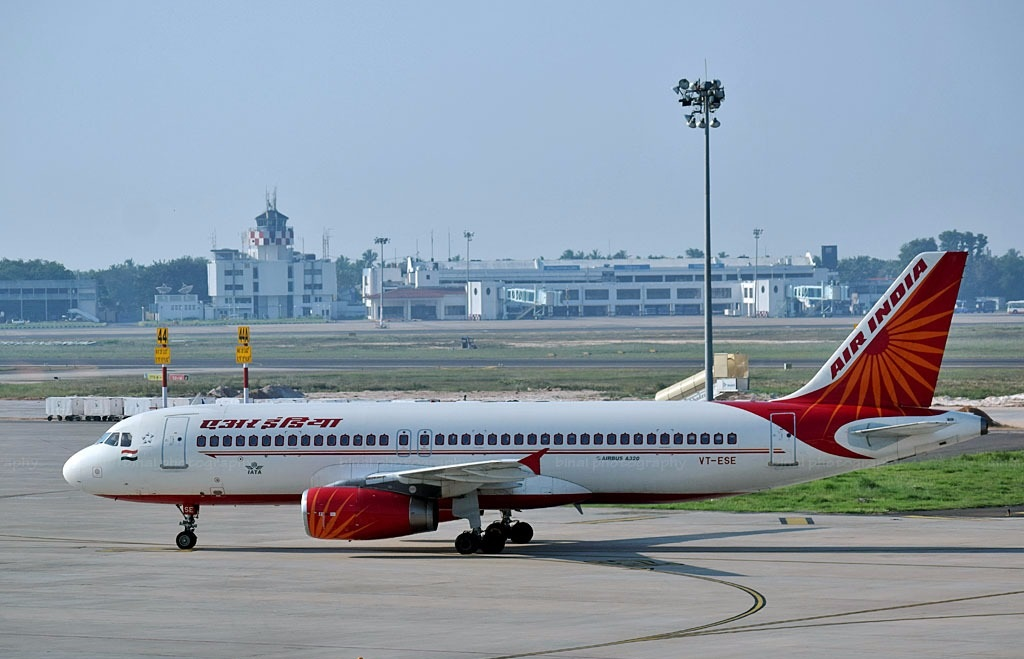
タキシング中のエア・インディア エアバスA320機の様子

| 航空会社                       | 就航地 |
| ------------------------------ | --- |
| エア・インディア               | ベンガルール、チェンナイ、デリー、コーチ、マレ、ムンバイ、リヤド、シャールジャ                                                                           |
| エア・インディア・エクスプレス | アブダビ、チェンナイ、ドーハ、ドバイ、コーチ、コーリコード、マスカット、サラーラ、シャールジャ                                                           |
| indiGo                         | ベンガルール、チェンナイ、デリー、ドバイ、ドーハ（2018年10月1日就航開始）、ゴア、ハイデラバード、インパール、コーチ、ムンバイ 、シャールジャ、マタヌール |
| ジェットエアウェイズ           | ベンガルール、デリー、ダンマーム、ドーハ、ムンバイ 、マスカット                                                                                          |
| スパイスジェット               | ベンガルール、チェンナイ、デリー |
| スリランカ航空                 | コロンボ |
| モルディビアン航空             | ハニマアッドホー、マレ |
| シルクエア                     | シンガポール |
| マリンド・エア                 | クアラルンプール |
| エア・アラビア                 | シャールジャ |
| エミレーツ航空                 | ドバイ |
| エティハド航空                 | アブダビ |
| フライドバイ                   | ドバイ |
| ガルフ・エア                   | バーレーン |
| クウェート航空                 | クウェート |
| オマーン・エア                 | マスカット |
| カタール航空                   | ドーハ |
| サウディア                     | ジッダ、リヤド |